# Philodromus cubanus
Philodromus cubanus este o specie de păianjeni din genul Philodromus, familia Philodromidae, descrisă de Charles Denton Dondale și Redner, 1968.
Este endemică în Cuba. Conform Catalogue of Life specia Philodromus cubanus nu are subspecii cunoscute.